# لورا كامنسكي
لورا كامنسكي (بالإنجليزية: Laura Kaminsky)‏ هي ملحنة أمريكية، ولدت في 28 سبتمبر 1956 في نيويورك في الولايات المتحدة.

## وصلات خارجية
- لورا كامنسكي على موقع ميوزك برينز (الإنجليزية)